# 숨김표

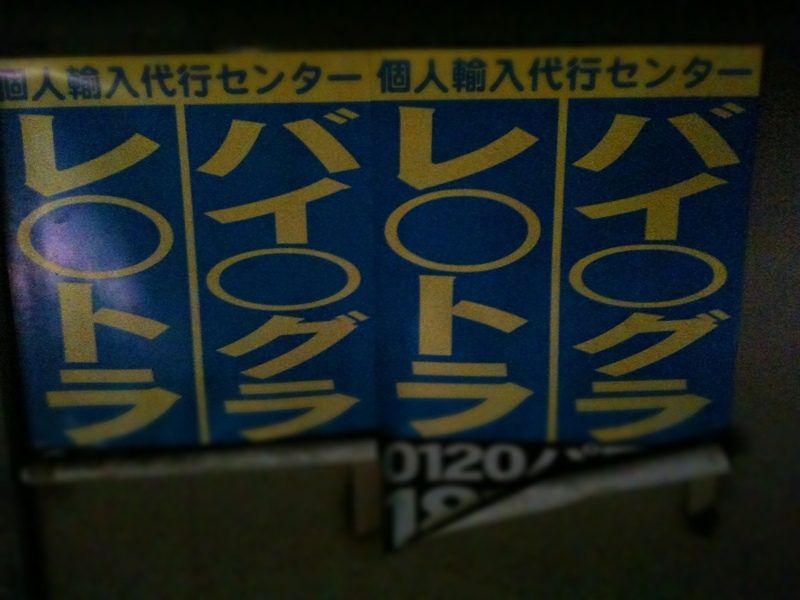
"비아그라"와 "레비트라"라는 상표명에서 "아"와 "비"가 복자 처리되었다.

숨김표(——票), 또는 복자(伏字)는 조판할 때 해당하는 활자가 없을 때 또는 그 활자를 고의로 빼고자 할 때 임시로 아무 활자나 꽂는 일 또는 그 꽂은 글자이다. 인쇄기술의 발달로 현재 활자 조판은 거의 사용되지 않지만, 디지털 출판에서도 문자 집합의 제약 등으로 의도한 문자를 표시할 수 없는 경우에 숨김표를 쓰기도 한다.
숨김표로는 주로 ○, ×, * 따위의 기호가 많이 쓰인다.